# Betaflexiviridae
Famille
Les Betaflexiviridae sont une famille de virus de l'ordre des Tymovirales, qui compte treize genres et 108 espèces (dont trois non classées dans un genre) réparties en deux sous-familles (Quinvirinae et Trivirinae). Ce sont des virus à ARN simple brin à polarité positive, rattachés au groupe IV de la classification Baltimore. Cette famille résulte de la scission en quatre parties (Alpha-, Beta-, Delta- et Gammaflexiviridae)  de l'ancienne famille des Flexiviridae.
Les virions sont des particules filamenteuses d'environ 600 à 1000 nm de long. 
Les virus de cette famille infectent les plantes (phytovirus) et ont généralement une gamme d'hôtes restreinte et, à l'exception du genre Carlavirus, infectent naturellement surtout, voire exclusivement, des plantes ligneuses. 
La transmission de ces virus est toujours possible par inoculation mécanique, mais dans certains cas avec difficulté. De nombreuses espèces n'ont pas de vecteurs biologiques connus, toutefois les Carlavirus sont transmis naturellement par des pucerons selon un mode non-persistant, certains Trichovirus sont transmis par des acariens, et certains Vitivirus par diverses espèces de cochenilles et pucerons.

## Liste des genres
Selon NCBI (22 janvier 2021) :
- sous-famille des Quinvirinae
  - Carlavirus (53 espèces)
  - Foveavirus (8 espèces)
  - Robigovirus (5 espèces)
  - espèces non affectées à un genre :
    - Banana mild mosaic virus
    - Banana virus X
    - Sugarcane striate mosaic-associated virus
- sous-famille des Trivirinae
  - Capillovirus (4 espèces)
  - Chordovirus (2 espèces)
  - Citrivirus (1 espèces)
  - Divavirus (3 espèces)
  - Prunevirus (3 espèces)
  - Ravavirus (1 espèces)
  - Tepovirus (2 espèces)
  - Trichovirus (7 espèces)
  - Vitivirus (15 espèces)
  - Wamavirus (1 espèces)